# 船首
船首（又写作艏、舰艏。英文对应），是船身的最前部。相应的船身最尾端则称为船尾（或艉、舰尾）。

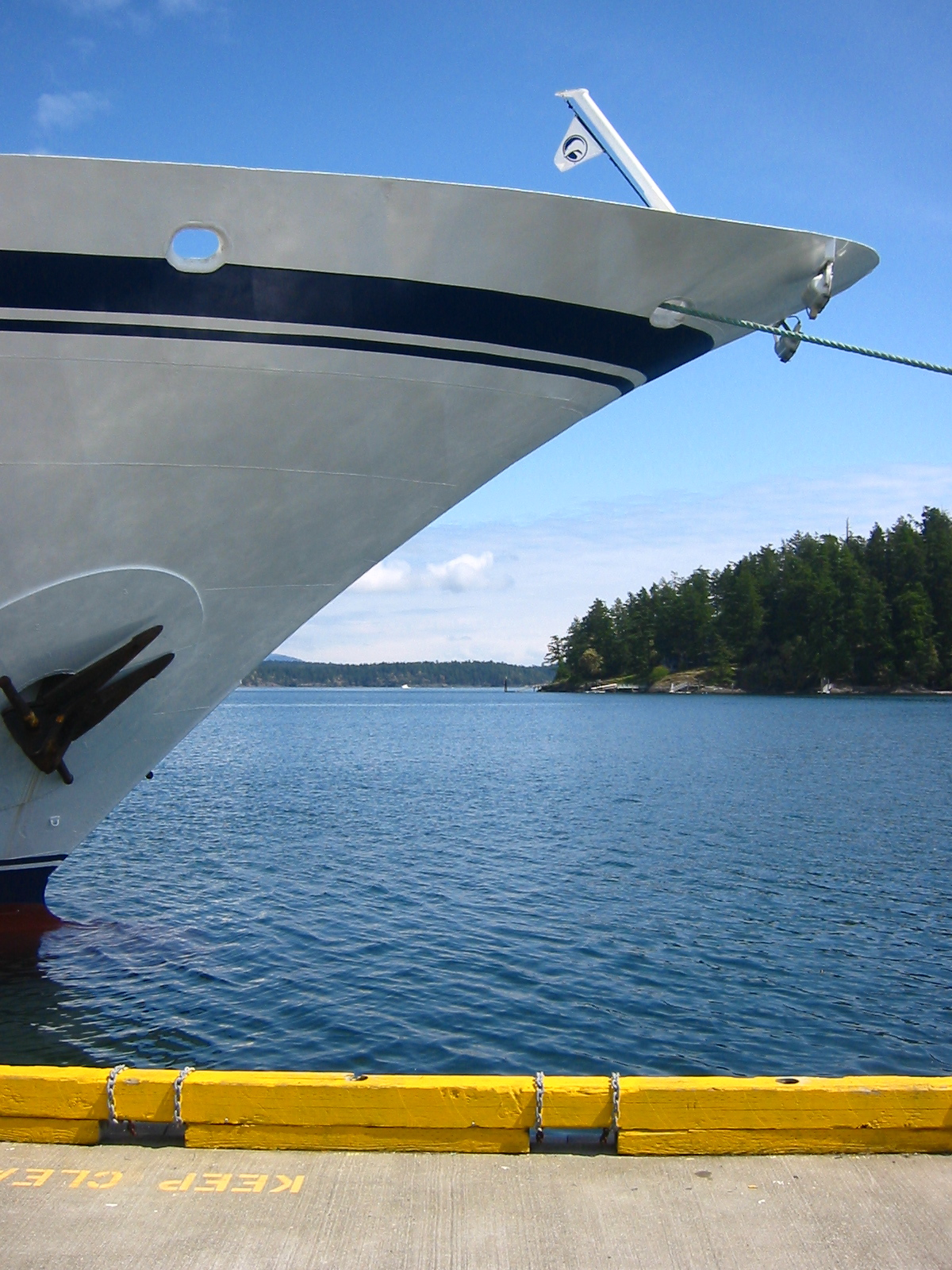
游船奋进精神号（Spirit of Endeavour）的船首

## 设计
船首的形状需要考虑减少船身在水中的阻力，如球狀船首（Bulbous Bow）可以消减海浪冲击。不过船体较低的舟船（如液货船）往往采用更圆实的设计以最大化载货容量。
船首需要有一定高度防止水溅到甲板上，否则不但甲板会变的湿滑，而且海水的腐蚀性可能会侵蚀船身的金属，当温度过低时，也会造成甲板结冰，增加船身重量。

## 类型
- Straight-stem bow
- 垂直柱艏
- 斜艏
- 舷緣外傾艏
- 飛剪式艏，或"Aberdeen bow"
- 球狀船首
- Inverted bow
- 撞角船首
- 高頦勺形艏
- 低頦勺形艏

船首的类型有很多种：
- 船舷内倾（Tumblehome）
- 艏升高甲板（Raised foredeck）
- 舯拱舷弧（Reverse sheer）
- 传统飞剪式（Conventional clipper），又称大西洋式
- 低頦勺形艏（Low-chin spoon bow）
- 高頦勺形艏（High-chin spoon bow）
- X形舰艏
- 撞角舰艏（Ram bow），见于早期战舰，现代已很少见。但也出现在科幻作品中，如松本零士作品中的宇宙战舰阿卡迪亚号（日语：アルカディア号）等。
- 球狀船首

## 装置

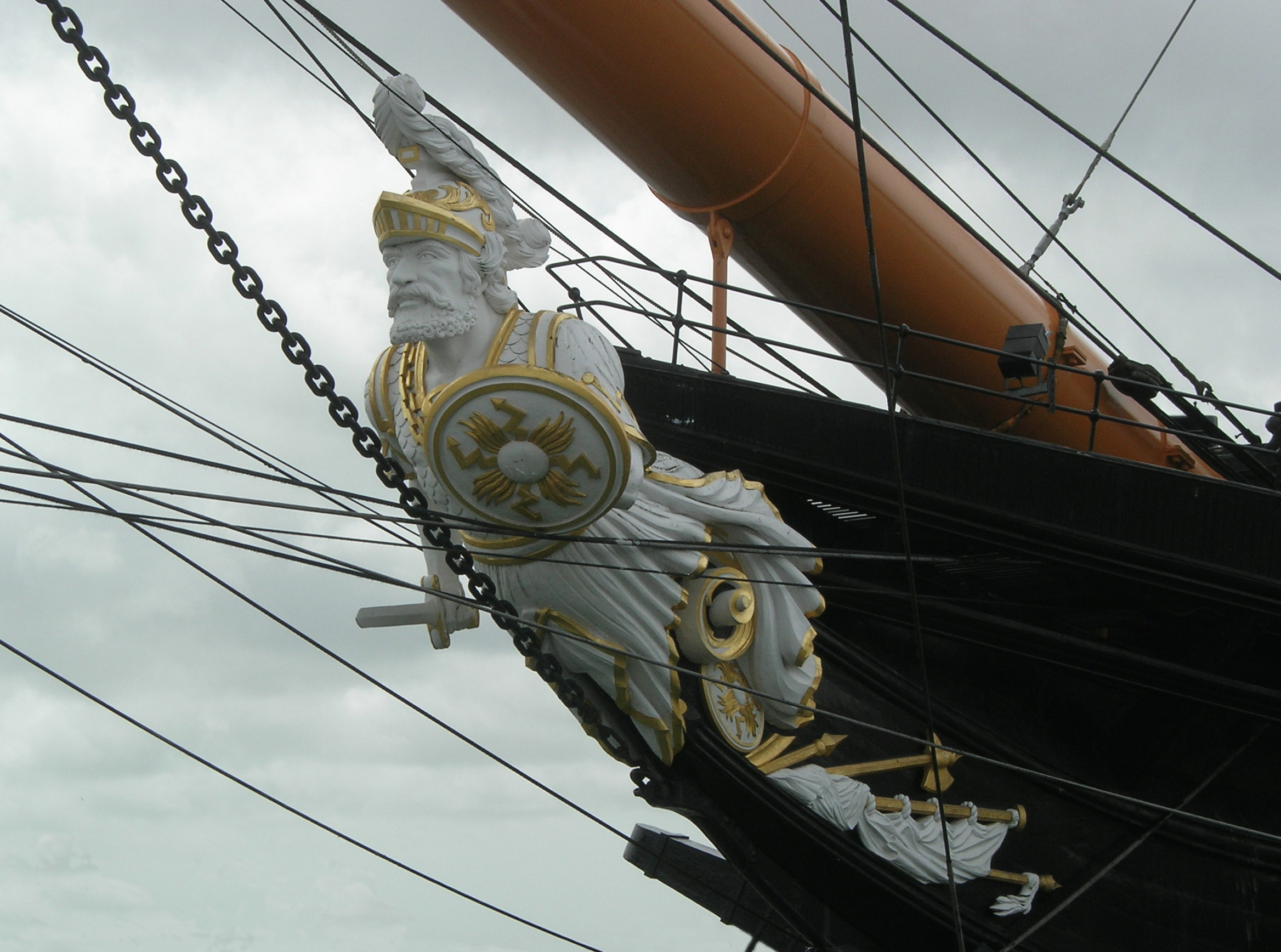
1860年的战舰HMS战士号（HMS Warrior）的船首像，这艘船以及HMS黑太子号是英国海军最后仍装配船首像的两艘战船

在帆船的船首上，一般装置有船首斜桅（Bowsprit），并固定艏三角帆（Jib）或日内瓦帆（Genoa）的一端（另一端在前桅）。现代的小型帆船船首斜桅常常是水平的，有时可以拆卸。大型帆船的船首斜桅可以很长，装有多个支索，悬挂的艏三角帆可多达4个，为便于操控船首斜桅是斜向上方伸展的。
风帆时代的帆船船首最前方水线以上甲板以下（这一部分称作prow）一般都会装置有船首像（Figurehead），雕刻着人物或传说生物，有时其主题即为船名（在识字率不高的时代这有助于人们辨识帆船）。

维京长船的船首像往往是长齿巨眼造型，水手们相信这能避邪。
大型帆船船首上部、前桅前方有艏楼（Forecastle），这里一般是水手的住所。中世纪的战船的艏楼往往是多层甲板结构，攻击时可作射箭平台，防御时则为作战堡垒。